# 亞馬遜真唇脂鯉
亞馬遜真唇脂鯉（学名：Semaprochilodus insignis）為輻鰭魚綱脂鯉目脂鯉亞目鯪脂鯉科的其中一個種，分布於南美洲亞馬遜河中、西部及其支流流域，體長可達27.5公分，棲息在底中層水域，生活習性不明，可做為食用魚及觀賞魚。